# Селід
Селід (угор. Szelidi-tó) — озеро в Угорщині у медьє Бач-Кішкун. Озеро є частиною національного парку Кішкуншаг (угор. Kiskunsági Nemzeti Park), а також рекреаційною та бальнеологічною зоною.

## Характеристика
Озеро має площу 0,8 км ² води. Незвичайне солоне озеро зформоване зі старого русла Дунаю. Селід знаходиться в 4 км на південний схід від села Дунапатай. Воно є з максимальною шириною 200 м і завдовжки 4 км. Середня глибина становить близько трьох метрів. Улітку вода прогрівається до 28 °C.

## Історія
Назва озера походить від словосполучення «угор. Szelid pusztáról», що означає «вітряна пустка». Назване як і село, що стояло поблизу у Середньовіччя. Згідно з турецьким переписом 1540 року, тут мешкало 25 сімей (близько 100 осіб). Жителями села були угорські селяни-землероби. Село було зруйноване у другій половині 16 століття.

## Туризм
Озеро Селід входить в число найбільших водойм країни. Це справжня перлина Угорщини та прекрасне місце для сімейного відпочинку. Ще з давніх часів воно відомо, як лікувальне озеро, що надає сприятливу дію на весь організм. Вода тут солона. Завдяки високому вмісту мінералів у складі води, купання в ньому допомагає швидше загоювати рани, впливає на ендокринну систему, допомагає боротися з ревматизмом і знімає біль в суглобах. Глибина озера досягає всього 3 метрів, тому вода в ньому швидко прогрівається і ідеально підходить для відпочинку з дітьми. У південній частині озера розташований облагороджений пляж, наметове містечко і різні розваги. На ваш вибір представлені прокат водного транспорту, велосипедів, щоб трохи розім'ятися і прокотитися по лісових доріжках. Можна позмагатися з друзями в рибній ловлі або пограти в волейбол.